# Lore Rose David
Lore Rose David (* 23. Oktober 1905 in Opladen; † 10. Mai 1985 in Santa Rosa, Kalifornien) war eine deutschamerikanische Paläoichthyologin.

## Leben

### Ausbildung
Von 1915 bis 1918 besuchte David die städtische Luisenschule in Düsseldorf und anschließend die höhere Mädchenschule in Leipzig. Von Ostern 1922 bis 1923 absolvierte sie eine Ausbildung an der Buchhändlerlehranstalt zu Leipzig. Ab 1923 ging sie auf das Nikolai-Realgymnasium in Leipzig, wo sie 1925 ihr Abitur machte. Ab dem Sommersemester 1926 studierte sie Biologie (Zoologie und Botanik) an den Universitäten Leipzig, München und Berlin. Am 25. Juli 1932 wurde sie mit der Dissertation Das Verhalten von Extremitätenregeneraten des weissen und pigmentierten Axolotl bei heteroplastischer, heterotoper und orthotoper Transplantation und sukzessiver Regeneration am Kaiser-Wilhelm-Institut zu Berlin-Dahlem zum Doktor der Philosophie in Embryologie promoviert.

### Forschung

#### In Europa
Von 1932 bis 1933 war sie Forschungsassistentin am Senckenberg Naturmuseum, wo sie dem Rat von Fritz Haas folgte und sich der Ichthyologie widmete. Von 1933 bis 1934 war sie Mitarbeiterin am Jardin des Plantes in Paris, wo sie die Fische aus den französischen Kolonien studierte. Von 1934 bis 1937 wechselte sie zum Königlichen Museum für Zentral-Afrika in Tervuren bei Brüssel, wo sie sich mit der enormen bisher unerforschten Sammlung aus Belgisch-Kongo befasste.

#### In den Vereinigten Staaten
Da sich die Situation für die Juden in Deutschland zunehmend verschlechterte, wanderte David 1937 in die Vereinigten Staaten aus, wo sie ab Herbst 1937 bei ihrer Schwester und ihrem Schwager in Pasadena, Kalifornien, lebte. Sie erhielt eine Anstellung am Los Angeles County Museum of Natural History und arbeitete unter der Leitung von Chester Stock von der Abteilung für Wirbeltierpaläontologie des California Institute of Technology. Stock ermutigte sie, ihren Forschungsschwerpunkt auf die fossilen Fische der Miozänablagerungen von Kalifornien zu konzentrieren. Von 1938 bis 1943 arbeitete sie über ein Programm von jährlichen finanziellen Zuwendungen als Geologin am California Institute of Technology.
Südkalifornien hat einen Reichtum an fossilem Schiefergestein und Kieselgur aus dem Zeitalter vom mittleren bis späten Miozän. Dieses Gestein beinhaltet zahlreiche gut konservierte, verbundene Fischüberreste. Das Studium dieser Fauna lag seit 1927 brach. Die Knochenfische des Miozäns von Kalifornien wurden zwischen 1907 und 1927 von David Starr Jordan und James Zacchaeus Gilbert in einer Reihe von Studien bestimmt und beschrieben. David fiel auf, dass die frühen Studien viele Fehler hinsichtlich der Bestimmung, der Taxonomie und den verwandtschaftlichen Beziehungen aufwiesen. Alle diese Faktoren deuteten darauf hin, dass jede Studie über die Knochenfische des Miozäns von Kalifornien eine umfangreiche Überarbeitung der früheren Arbeiten von Jordan und Gilbert benötigte. Im Rahmen ihrer Studien untersuchte David jedes noch verfügbare Exemplar, das zuvor von Jordan und Gilbert studiert wurde, und hunderte von zusätzlich gesammelten Exemplaren. Das Ergebnis dieser Studien wurde 1943 unter dem Titel Miocene fishes of Southern California von der Geological Society of America veröffentlicht. Davids Werk lieferte dringend notwendige Korrekturen und stellte, auch wenn es heute veraltet ist, einen Pionierbeitrag zur modernen Paläoichthyologie der Westküste von Nordamerika dar.
Als Nächstes konzentrierte sich David auf fossile Fischschuppen, ihre Verwendung als taxonomische Indikatoren in der Paläontologie, ihr Vorkommen in Bohrproben von Ölquellen und ihre Verwendung in der Biostratigraphie. Zwischen 1940 und 1957 veröffentlichte David insgesamt 13 wissenschaftliche Artikel über diese Themen. Ferner veröffentlichte sie einige Erstbeschreibungen zu rezenten und fossilen Fischarten, darunter 1936 zu Gnathochromis permaxillaris und zu Enteromius haasianus, 1937 zu Enteromius marmoratus, Labeobarbus microbarbis und Campylomormyrus luapulaensis (alle mit Max Poll), 1941 zu Leptolepis nevadensis aus der Kreidezeit, 1944 zur Haiart Megactenopetalus kaibanus aus dem Perm und 1948 einen Beitrag über die fossile Gattung Laytonia aus dem Tertiär. 1957 veröffentlichte David ihren letzten wissenschaftlichen Artikel über fossile Fische im Journal Treatise on Marine Ecology and Paleoecology.
Nach 1957 arbeitete David als Bibliothekarin.

## Dedikationsnamen
Im Jahr 2016 wurde die fossile Dornhaiart Orthechinorhinus davidae aus dem Oligozän nach Lore Rose David benannt.

## Schriften (Auswahl)
- Miocene fishes of southern California. Society, New York 1943
- Thorium. Oak Ridge, Tenn. : Technical Information Service, 1953 (U.S. Atomic Energy Commission. TID 3044)
- Biological Effects of neutrons, gamma radiation, and neutron-gamma combinations. Technical Information Service, Oak Ridge, Tenn. 1954 (U.S. Atomic Energy Commission. TID 3052)
- mit Doris Howes Calloway: Nutrition and radiation injury : an annotated bibliography. Chicago, Ill. 1961